# Nepenthes pudica
Nepenthes pudica — вид квіткових рослин родини непентесових (Nepenthaceae). Описаний у 2022 році.

## Назва
Видовий епітет pudica латиною означає «сором'язливий» або «скромний» і вказує на схильність виду приховувати свої глечики.

## Поширення
Ендемік Калімантану. Поширений у регентстві Малінау в провінції Північний Калімантан в індонезійській частині острова. Росте у тропічному дощовому лісі на висоті 1100—1300 м над рівнем моря.

## Опис
Лазячі пагони виростають до 20 м з голим стеблом діаметром 4–6 мм. Міжвузля мають довжину до 4 см, а підземні прикореневі пагони короткі з редукованими, частково або повністю безхлорофильними листками. Ці підземні пагони не розгалужуються або не розвивають коріння. Добре розвинені глечики утворюються під землею. Він переважно захоплює мурашок. Nepenthes pudica є першим описаним видом, який використовує глечики в підземному середовищі. Морфологічно близький до N. hirsuta і N. hispida.